# Caroline Lowder Downing
Caroline Lowder Downing  (* 1855 in Cardiff, Glamorgan; † 2. November 1942 im Flintshire) war eine walisisch-britische Suffragette.

## Leben
Downing wurde als Tochter des Kohlehändlers und Reeders Edward Coenty Downing und seiner Frau Mary Anne Sarah Lowder geboren. Sie war eines von vier Geschwistern. Downing wurde Krankenschwester.
Downing kandidierte 1907 als Lewisham Poor Law Guardian (Beauftragte im Rahmen der Armengesetzgebung) für den Wahlbezirk Forest Hill als „Progressive Candidate“. Insgesamt scheint es zehn weibliche Kandidatinnen gegeben zu haben, von denen zwei (Downing nicht darunter) gewählt wurden.
1908 trat sie zusammen mit ihrer Schwester Edith Downing, einer Künstlerin, der Women’s Social and Political Union (WSPU), Zweigstelle Chelsea, bei. Beide wurden zu militanten Suffragetten.
Über Downings Aktionen und mehrere daraus resultierenden Verurteilungen wurde in der WSPU-Zeitung Votes for Women berichtet:

„Miss Caroline Downing was charged with trying to break through the police cordon at Palace Yard. She said that it was a purely political action, in face of Mr. Asquith’s broken pledge and the insult he put upon women by bringing in a Manhood Suffrage Bill in response to women’s demand. She said next time she would do worse. Magistrate: „I hope not.“ (Fined 10s., or 7 days).“

„Miss Caroline Downing wurde angeklagt, weil sie versucht hatte, die Polizeiabsperrung im Palace Yard zu durchbrechen. Sie sagte, dass dies eine rein politische Aktion war, angesichts des gebrochenen Versprechens von Herrn Asquith und der Beleidigung, die er den Frauen zugefügt hat, indem er als Reaktion auf die Forderung der Frauen ein Gesetz zum Wahlrecht für Männer einbrachte. Sie sagte, das nächste Mal würde sie es härter angehen. Der Richter sagte: „Ich hoffe nicht.““

Am 1. März 1912 zerstörten 150 Suffragetten, mit Hämmern und Steinen bewaffnet, 270 Fenster im Einkaufsviertel des Londoner Westend. Dies führte zur Festnahme von 220 Frauen, darunter Downing. Sie wurde zu einer Strafe oder Gefängnis verurteilt und im Winson Green Prison in Birmingham inhaftiert, wo sie in den Hungerstreik trat und zwangsernährt wurde:

„On Thursday afternoon Miss Caroline Downing was recalled and charged with breaking windows value £50 at 221, Regent Street. She said it was part of a political protest for a purely political motive for gaining votes for women; this violence was as repellant to them as to the Government, but they were compelled to take these methods. As soon as the vote was granted this violence would cease automatically. She was committed to take her trial on the 20th, refusing bail.“

„Am Donnerstagnachmittag wurde Miss Caroline Downing einberufen und angeklagt, in der Regent Street 221 Fenster im Wert von 50 Pfund eingeschlagen zu haben. Sie sagte, dies sei Teil eines politischen Protestes aus einem rein politischen Motiv heraus, um das Frauenwahlrecht zu erlangen; diese Gewalt sei ihnen [den Suffrebenso zuwider wie der Regierung, aber sie seien gezwungen, zu diesen Methoden zu greifen. Sobald das Wahlrecht gewährt sei, würde diese Gewalt automatisch aufhören. Sie wurde am 20. Mai vor Gericht gestellt und lehnte eine Kaution ab.“

Im Juli wurde über die Zwangsernährung und Haftbedingungen berichtet:

„Caroline Downing entered the debate with the following statement: „I should like definitely to deny the statement that has been made in the House of Commons and elsewhere that forcible feeding by tube is only painful when the victim struggles. Mrs. Bowen, with whom I was in constant companionship during the whole of the time (both hunger strikes), suffered greatly both from the pain in the nostrils and throat and in the stomach, though she was quite passive. Miss Farmer, another passive victim (splendidly brave), also suffered a very great deal. The underground cells are dreadfully cold and damp, so cold that I have scarcely ever been really warm all these months. I have worn winter things and furs and shawl up to Saturday, and till the last ten days have had broken chilblains on my hands. Mrs. Bowen and I could not sleep from cold and aching limbs and back. Water spilt on the stone floor did not dry for hours, though wiped up. Mildew is on the walls of my cell. To sleep on a plank bed four inches from such a floor is to court disease. For the last sixteen days we were given proper bedsteads in response to our complaints.“ “

„Caroline Downing schaltete sich mit folgender Erklärung in die Debatte ein: „Ich möchte die Behauptung, die im Unterhaus und anderswo aufgestellt wurde, dass die Zwangsernährung durch eine Sonde nur dann schmerzhaft ist, wenn das Opfer sich wehrt, entschieden zurückweisen. Frau Bowen, mit der ich während der gesamten Zeit (beide Hungerstreiks) zusammen war, litt sehr unter den Schmerzen in den Nasenlöchern und im Rachen sowie im Magen, obwohl sie sich völlig passiv verhielt. Miss Farmer, ein weiteres passives Opfer (großartig tapfer), hat ebenfalls sehr gelitten. In den unterirdischen Zellen ist es furchtbar kalt und feucht, so kalt, dass ich in all diesen Monaten kaum jemals richtig warm hatte. Ich habe bis Samstag Wintersachen, Pelze und Schals getragen und hatte bis vor zehn Tagen immer wieder Frostbeulen an den Händen. Mrs. Bowen und ich konnten vor Kälte und schmerzenden Gliedern und Rücken nicht schlafen. Auf dem Steinboden verschüttetes Wasser trocknete stundenlang nicht, obwohl es aufgewischt wurde. An den Wänden meiner Zelle ist Schimmel. Auf einer Pritsche zu schlafen, die nur wenige Zentimeter von einem solchen Boden entfernt ist, bedeutet, einer Krankheit Vorschub zu leisten. In den letzten sechzehn Tagen hat man uns auf unsere Beschwerden hin richtige Bettgestelle gegeben.““

Downing wurde wie andere Sufragetten von der WSPU mit der „Hungerstreik-Medaille“ For Valour ausgezeichnet. Dwonings Medaille war 2018 Teil der Ausstellung Women's-Place-in-Parliament-Ausstellung im Palace of Westminster anlässlich des hundertjährigen Jubiläums der Einführung des (eingeschränkten) ersten Wahlrechts für Frauen in Großbritannien.
Die Hungerstreik-Medaille von Caroline Lowder Downing befindet sich in der UK Parliamentary Art Collection, der Sammlung des britischen Parlaments (WOA S748).